# KCalc
KCalc is het rekenmachinegereedschap van KDE. In de standaardweergave is er een numeriek toetsenbord, knoppen voor het optellen, aftrekken, vermenigvuldigen en delen. Daarnaast zijn er volgende functies:
- haakjes
- geheugentoetsen
- percentteken
- omgekeerde of reciproque
- faculteit
- kwadraat
- vierkantswortel
- machtsverheffen

Bijkomende knoppen voor de wetenschappelijke en technische weergave (goniometrische en logaritmische functies), statistische en logische functies kunnen ingeschakeld worden naargelang nodig. 6 bijkomende knoppen kunnen voorgedefinieerd worden met wiskundige constanten, natuurkundige constanten of aangepaste waarden, wat handig is bij berekeningen met variërende wiskundige basen.
Sinds versie 2 (onderdeel van KDE 3.5) biedt KCalc willekeurige precisie (met andere woorden, de precisie is slechts beperkt door het systeem, niet door het datatype).

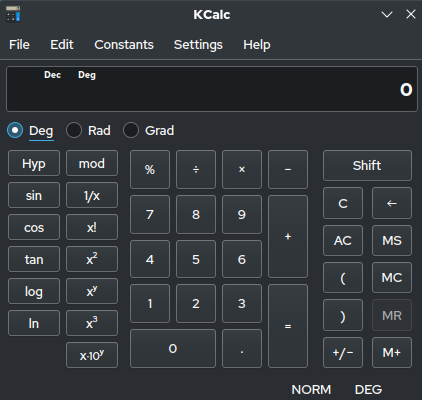
Wetenschappelijke modus
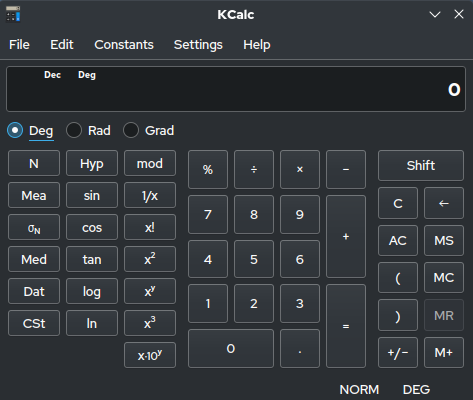
Statistische modus
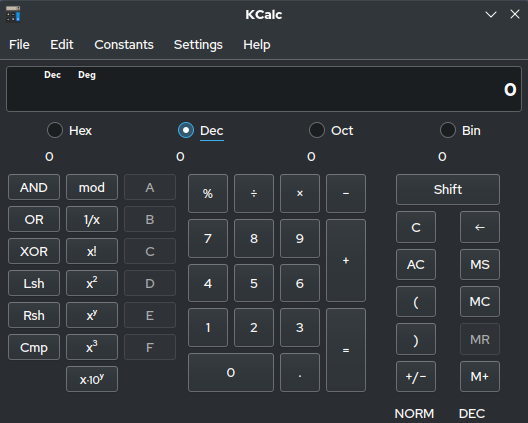
Numerieke modus